# Johanna Marianne Freystein
Johanna Marianne Freystein, auch Freistein (* 1. Mai 1760 in Leipzig; † 21. Juli 1807 ebenda), war eine deutsche Malerin, Zeichnerin und Kopistin.

## Leben
Johanna Marianne Freystein wurde als Tochter eines Oberpostkommissars in Leipzig geboren. Ihre Familie war mit Adam Friedrich Oeser, Leipziger Maler und Direktor der dortigen Zeichenakademie befreundet, bei dem sie ihren ersten Zeichenunterricht erhielt. 1796 ging sie nach Dresden und studierte bei Johann Christian Klengel Landschaftsmalerei. Daneben kopierte sie nach Werken der Gemäldegalerie unter anderem Jacob van Ruisdael, Aert van der Neer und Jakob Philipp Hackert.
Sie gehörte zu den wenigen Frauen, welche Mitglieder der Akademie waren und die an Akademieausstellungen teilnahmen. 1807 zog sie nach Leipzig zurück und lebte dort bis zu ihrem Tod bei der Schwester.
Zahlreiche ihrer Arbeiten sind heute nicht mehr auffindbar. In den Katalogen zu den Dresdner Akademieausstellungen 1801 bis 1805, sowie zur Leipziger Akademieausstellung 1806 sind jedoch einige eigene Bilder, zumeist Landschaften, nachgewiesen. Darunter sind Ansichten aus dem Großen Garten in Dresden, dem Plauenschen Grund oder dem Schloss Lohmen.

## Werke
- Die Holzhütte unter Bäumen, Kunstsammlungen der Veste Coburg
- Zwei Landschaften, Veste Coburg
- Flusslandschaft (nach van der Neer), Albertina (Wien)
- Landschaft, Nationalgalerie Oslo